# Koblek
Koblek – wieś w Słowenii, w gminie Vojnik. W 2018 roku liczyła 29 mieszkańców.